# 杨冠卿
楊冠卿（1139年—？），字梦锡，江陵（今属四川）人，南宋诗人。

## 生平
楊季洪之子。绍兴八年（1139年）出生。一說曾舉進士，为文精深雄健，四六尤流丽浑雅，以诗文游各地幕府，擔任九江戎司掾，一生未仕，又一說曾知廣州，不久因事罷官。乾道六年，離開廣州北還。乾道八年(1172年)，在湖州参加增置生员考试，未中。淳熙十一年，在荆湖北路鄂州依江陵都统制郭杲。工於詩，刘岑称其“文章超诣，议论宏博”，晚年寓居临安，与姜夔等相倡和。绍熙四年仍在。范成大评其詩：“杨君诗词，趣高有韵，甚不易得。”罗点称其“议论精到，具有本末”。著有《客亭類稿》十四卷。